# Народні музичні інструменти (серія монет)
Народні музичні інструменти — серія ювілейних та пам'ятних монет, започаткована Національним банком України в 2003 році.
|                  |  |  |
| Монета - Бандура |  |  |

## Монети в серії
У серію включені такі біметалеві монети:
- Пам'ятна монета «Бандура»
- Пам'ятна монета «Ліра»
- Пам'ятна монета «Цимбали»
- Пам'ятна монета «Бугай»